# Роковая женщина (фильм, 1991)
«Роковая женщина» (фр. Femme Fatale) — кинофильм, снятый режиссёром Андре Р. Гуттфройндом.

## Сюжет
Джозеф Принс, раньше живописец, а сейчас смотритель природного парка, встречает в своём парке женщину, в которую влюбляется. События разворачиваются стремительно, и через некоторое время они с Синтией женятся, несмотря на то, что они малознакомы и практически ничего друг о друге не знают.
Однажды Джон, возвратившись домой, не застаёт дома жены — Синтия исчезла. Джон начинает поиски своей жены, но испытывает в этом деле трудности, ведь он практически ничего не знает о Синтии. В результате поисков Джон оказывается втянутым в неприятную историю — оказывается, всё в их отношениях было построено на лжи и предательстве. Он узнаёт много нового и странного о Синтии, сейчас же ей угрожает опасность, и спасти её может только Джон, сам же при этом он может погибнуть.

## В ролях
- Колин Фёрт — Джозеф Принс
- Лиза Зейн — Элизабет / Синтия / Маура
- Билли Зейн — Элайджа
- Скотт Уилсон — доктор Биумонт
- Лиза Блаунт — Дженни Пург
- Пэт Скиппер — Тед
- Сюзанна Снайдер — Андреа
- Джон Лавачиелли — Эд